# 普罗巴卫星
普罗巴卫星（PROBA）英文全称为“星载自主项目”，现已更名为普罗巴1号（PROBA-1）卫星，是由印度空间研究组织于2001年10月22日通过印度极地卫星运载火箭发射的比利时卫星。该卫星得到欧空局微星项目拨款。这颗小型（60×60×80厘米，95千克）盒状卫星，表面装有太阳能电池板，具有非凡的成像品质。它搭载了两台称作“克里斯”（CHRIS)和“赫尔斯”（HRC）的地球观测设备，克里斯是一台高光谱系统（200条窄带），以17米的分辨率成像，而赫尔斯是一台单色相机，以5米的分辨率拍摄可见光图像
该卫星的初始设计寿命为1到2年，但截止2021年已运行了20年，2018年3月9日，它就已超越了欧洲遥感2号卫星，成为欧空局有史以来运行时间最长的地球观测任务。

## 系列卫星
“普罗巴”也是以普罗巴1号卫星开始的一系列卫星的名称，该名称还用于代表卫星平台。
普罗巴系列的第二颗卫星普罗巴2号与土壤湿度和海洋盐度卫星（SMOS）一道在2009年11月2日发射升空。
2013年5月7日发射的第三颗卫星是普罗巴V号（普罗巴-植被）。 
普罗巴系列下一步计划的卫星包括编队飞行演示任务普罗巴3号和地球大气平流层探测器阿提休斯（ALTIUS）。

## 另请查看
- 小型卫星